# Silvio Pereira
Silvio José Pereira (Osasco, 4 de maio de 1961), conhecido como Silvinho Pereira ou simplesmente Silvinho, é sociólogo formado pela Pontifícia Universidade Católica de São Paulo, filiado e fundador do Partido dos Trabalhadores. Seu último emprego foi como secretário-geral nacional do PT, cargo do qual licenciou-se em 4 de julho de 2005, por causa de denúncias que surgiram durante o escândalo do mensalão.

## Mensalão
Ficou nacionalmente conhecido pelo seu envolvimento em escândalos de corrupção, ao ter recebido um veículo Land Rover de Cesar Oliveira, da GDK Egenharia, fornecedora da Petrobras, o que o fez ser chamado pela imprensa de Silvio Land Rover Pereira.
No entanto, este fato jamais constou de qualquer denúncia formal apresentada à Justiça, por decisão do próprio Procurador-Geral da República. A mesma época, em que surgiu a noticia de saques de R$ 4.932.467,12 das contas de Marcos Valério, realizados por dirigentes nacionais, que tinham a SMPB, como agencias de propaganda de campanhas eleitorais, algo comum em período eleitoral.
No dia 30 de março de 2006, o Procurador Geral da República, Antonio Fernando de Souza, denunciou ao Supremo Tribunal Federal (STF), quarenta integrantes do mensalão. O Procurador descreveu o grupo como organização criminosa e atribuiu sua liderança a José Dirceu, José Genoino, Delúbio Soares e Sílvio Pereira. O STF recebeu a denúncia em relação a Silvio Pereira apenas quanto ao crime de quadrilha ou bando, rejeitando-a no casos dos demais crimes. Posteriormente, houve a extinção da punibilidade em razão do cumprimento de suspensão condicional do processo.

## Petrolão
Em janeiro de 2016, Silvio Pereira voltou a ser citado na delação premiada de Fernando Antonio Guimarães Hourneaux de Moura. Segundo os depoimentos, Silvio recebeu de 2005 até 2014 valores de R$ 50.000,00 oriundos do Petrolão, escândalo investigado pela Operação Lava Jato. Os recursos ilícitos foram pagos pelos diretores da UTC e Engevix.
Em 1º de abril de 2016 foi preso na 27º fase da Operação Lava Jato, batizada de Carbono 14. A operação da Polícia Federal investiga crimes de extorsão, falsidade ideológica, fraude, corrupção ativa, corrupção passiva e lavagem de dinheiro.
Foi solto em 5 de abril, ao vencer a prisão temporária. Na decisão, o juiz Sergio Moro entendeu que não há motivos para que Pereira continue preso preventivamente.
Em 9 de novembro de 2016, se tornou réu de ação na Operação Lava Jato, processo derivado da 27ª fase da operação, pelos crimes de corrupção passiva e lavagem de dinheiro.

Em 2020, foi condenado na Lava Jato a quatro anos e cinco meses de prisão por corrupção passiva.